# Zhao (Avatar)
Admiraal Zhao is een personage in de serie Avatar: The Last Airbender. Hij was een Commandant van de Vuurnatie totdat hij gepromoveerd werd tot Admiraal en is Zuko's bittere rivaal om Avatar Aang te vangen in Boek 1. Op het einde van dit eerste seizoen sterft hij tijdens zijn aanval op de Noordelijke Waterstam.

## Verhaal
Zhao verschijnt voor het eerst in "De Zuidelijke Luchttempel" als Zuko en Iroh in zijn haven aanmeren om hun schip te laten repareren. Zhao ondervraagt hun bemanning en komt er zo achter dat de Avatar is teruggekeerd en wil hem zelf vangen. Hij besluit Zuko vast te houden totdat hij weg is, zodat Zuko hem niet in de weg kan lopen in zijn jacht op de Avatar. Ook bespot hij Zuko voor het feit dat hij een verschoppeling is en zegt hem dat zijn vader niet van hem houdt, want als de Vuurheer van zijn zoon zou houden had hij hem al terug laten komen, met of zonder Avatar. Zuko wordt woedend en daagt Zhao uit voor een Agni Kai (Vuur duel) en Zhao neemt de uitdaging aan. Zhao heeft duidelijk meer ervaring en heeft ook de overhand in het gevecht. Hij slaat Zuko tegen de grond maar voordat hij de beslissende slag kan geven brengt Zuko hem uit balans en dan zijn de rollen omgekeerd. Zuko weigert Zhao echter de genadeklap te geven en waarschuwt hem nooit meer te dwarsbomen. Zhao, woedend door zijn vernederende nederlaag, schiet een vuurbal op Zuko, die met zijn rug naar Zhao staat maar Iroh komt tussenbeide. Hij merkt op dat Zhao zich oneervol gedraagt en dat Zuko, ondanks zijn verbanning, meer eer heeft dan hij.

### Jacht op de Avatar
Later, in "Midwinter Deel 2 (Avatar Roku)" staat Zhao aan het hoofd van een blokkade voor Sikkel Eiland en doet een poging om Avatar Aang uit de lucht te schieten ondanks dat Zuko op dat moment Aang achtervolgt en het risico groot is dat ze hem ook raken. Aang weet echter door de blokkade heen te breken en Zhao laat Zuko passeren omdat hij denkt dat Zuko weet waar de Avatar naartoe gaat. Zuko probeert Zhao op een dwaalspoor te zetten maar zijn poging mislukt. Zhao neemt Katara, Sokka en Zuko (die zich op Vuurnatie gebied bevindt tijdens zijn verbanning) gevangen. Hij wacht totdat Aang, die op dat moment met Avatar Roku in een gesloten kamer praat, tevoorschijn komt zodat hij hem gevangen kan nemen. Maar als de deur opent verschijnt Avatar Roku, die de gevangenen bevrijdt en de tempel vernietigt. Zhao, woedend doordat hij geen Prins en geen Avatar heeft, beschuldigt alle Vuurwijzen van verraad, terwijl hij goed weet dat slechts één Wijze de Avatar heeft geholpen.
In "De Blauwe Geest" wordt Zhao's verzoek om de Yu Yang boogschutters te gebruiken voor het vangen van de Avatar, afgewezen. Dan komt er bericht van Vuurheer Ozai: Zhao is gepromoveerd tot Admiraal. Hierdoor werd zijn verzoek, een bevel. De Yu Yang boogschutters slagen erin Aang te vangen en Zhao laat hem opsluiten in zijn fort. Hij vertelt Aang dat hij hem niet zal doden, want dan zal hij gewoon reïncarneren in een andere natie en dan begint de zoektocht naar de Avatar opnieuw. Terwijl Zhao zijn troepen toespreekt infiltreert een mysterieuze krijger zijn fort en bevrijdt de Avatar. De twee werken goed samen en weten bijna te ontsnappen. Als ze omsingeld worden dreigt de gemaskerde krijger de Avatar te doden. Zhao beveelt de poorten te openen en de twee te laten gaan. Als ze op een afstandje zijn laat Zhao de gemaskerde krijger neerschieten om vervolgens zijn soldaten op de Avatar af te sturen. De twee ontsnappen echter en Zhao blijft achter met lege handen.
Zhao eerste gevecht met Avatar Aang is in "De Deserteur", als hij de Avatar vindt bij zijn oude meester, Jeong Jeong, een ex-Vuurnatie generaal. Deze sprak eerder over een leerling die hij eens had, een leerling die het vuur dat hij creëerde en stuurde niet kon beheersen. Aang ontdekt dat Zhao deze leerling was en gebruikt zijn gebrek aan zelfbeheersing om Zhao zijn eigen boten te laten verbranden.

### Het Beleg van het Noorden
In "De Watermeester" rekruteert Zhao Zuko's bemanning voor zijn aanval op de Noordelijke Waterstam. Hij ziet Zuko's zwaarden aan de muur en herkent ze als de zwaarden van de Blauwe Geest die eerder de Avatar bevrijdde. Zhao huurt dan een bende piraten  in om Zuko te vermoorden. De piraten blazen Zuko's schip op maar de prins overleeft de aanslag. Zhao weet dit echter niet en hij vertrekt, samen met Iroh, naar de Noordpool. Wat hij ook niet weet is dat Zuko, vermomd als een Vuurnatie soldaat aan boord is van zijn schip.
Iroh waarschuwt Zhao dat Watermeesters hun kracht krijgen van de maan en dat 's avonds aanvallen dus niet verstandig zal zijn aangezien de maan bijna vol is. En hoe voller de maan, hoe groter de kracht is van de Watermeesters. Zhao zegt dat hij al aan dit probleem gewerkt heeft en vertelt Iroh dat hij tijdens zijn jonge jaren een geheime bibliotheek in het Aarderijk vond (later wordt onthuld dat dit de bibliotheek is van Wan Shi Tong). Hier ontdekte hij dat de Maangeest en de Oceaangeest hun onsterfelijkheid hadden opgeofferd om in de mensenwereld te kunnen bestaan. Hij leerde ook hun sterfelijke gedaanten en was van mening dat het zijn lot was om de Maangeest te doden.
Zhao dringt de Noordelijke Waterstam binnen en vindt de Maan en de Oceaan geest, in de vorm van twee koikarpers. Hij vangt de Maangeest wat een maansverduistering tot gevolg heeft. Hierdoor verliezen Watermeesters hun kracht en zijn ze machteloos tegen de Vuurnatie. Aang, Katara, Sokka en Prinses Yue confronteren Zhao en eisen dat hij de Maangeest laat gaan. Dan verschijnt Iroh en ook hij eist dat Zhao de Maangeest vrij laat; De Vuurnatie kan ook niet zonder de maan. Hij waarschuwt Zhao; wat Zhao ook met de Geest doet, Iroh zal hem het tienvoudig teruggeven. Zhao laat de Maangeest gaan maar vermoordt hem dan in een vlaag van woede. Iroh valt aan en Zhao vlucht. Woedend door de dood van zijn partner, smelt de Oceaangeest samen met Aang's Avatar Trance en vermorzelt Zhao's hele vloot. In zijn vlucht wordt Zhao geconfronteerd door Zuko, die hem aanvalt vanwege Zhao's poging om hem te vermoorden. Zhao verklaart dat hij weet dat Zuko de Blauwe Geest is. In plaats van de Avatar te bevrijden had hij zich erbij neer moeten leggen dat hij een mislukkeling was. De twee vechten en Zuko verslaat Zhao opnieuw. Wanneer Prinses Yue haar leven geeft voor de Maangeest is de balans weer hersteld en keert de Oceaangeest terug, maar niet voordat hij Zhao grijpt en hem het water in trekt. Zuko biedt Zhao zijn hand aan om hem te helpen maar Zhao weigert en wordt onderwater getrokken door de Oceaangeest en zo komt Zhao aan zijn einde.